# 阿萊西奧·羅馬尼奧利
阿萊西奧·羅馬尼奧利（義大利語：Alessio Romagnoli，1995年1月12日—）是意大利的一位足球運動員，在場上司職后卫。他現在效力于意甲球會拉素。

## 俱乐部生涯
2012年夏季，羅馬尼奧利进入提升进入意大利足球甲级联赛球队羅馬一线队。同年12月11日，他在意大利杯和亚特兰大的比赛首发并踢满全场，上演职业生涯首秀。12天后，即2012年12月23日，他在意甲联赛和AC米兰的比赛末段替补出场，首次在意甲联赛亮相。2013年3月3日，他在和热那亚的比赛射进职业生涯的首球。
2014年意甲夏季转会窗即将关闭前，罗马尼奥利被租借到桑普多利亚，整个赛季表现出色，出场30次并贡献了两个进球。
2015年8月，罗马尼奥利以2500万欧元转会至AC米兰。

### 拉齐奥
2022年7月12日，罗马尼奥利与拉齐奥签订了一份为期五年的合同。

## 国家队生涯
罗马尼奥利曾多次代表意大利参加U16、U17和U19级别的比赛。他于2014年3月5日首次代表意大利U21队出场，对阵北爱尔兰，并踢满全场90分钟。作为意大利U21的一员，他参加了2015年欧洲U21足球锦标赛，与队友中后卫达尼埃莱·鲁加尼形成了有效的搭档。
2016年8月27日，罗马尼奥利首次被征召进入成年国家队，准备参加9月1日对阵法国的友谊赛和9月5日对阵以色列的2018年国际足联世界杯欧洲区预选赛比赛。 然而，他随后被调回U21队，参加对阵塞尔维亚的2017年欧洲U21足球锦标赛预选赛比赛。
罗马尼奥利于2016年10月6日首次代表成年国家队出场，在对阵西班牙的2018年国际足联世界杯欧洲区预选赛比赛中踢满全场90分钟，比赛以1-1的比分在主场战平。
他在2019年10月15日于2020年欧洲足球锦标赛预选赛中打入了他的首个成年国家队进球，帮助球队在客场以5-0大胜列支敦士登。